# Топольница (Яворовский район)
Топольница (укр. Топільниця) — село в Мостисской городской общине Яворовского района Львовской области Украины.
Население по переписи 2001 года составляло 34 человека. Занимает площадь 0,167 км². Почтовый индекс — 81384. Телефонный код — 3234.